# Гэнъо
Гэнъо (яп. 元応 гэнъо:) — девиз правления (нэнго) японского императора Го-Дайго, использовавшийся с 1319 по 1321 год .

## Продолжительность
Начало и конец эры:
- 28-й день 4-й луны 3-го года Бумпо (по юлианскому календарю — 18 мая 1319);
- 23-й день 2-й луны 3-го года Гэнъо (по юлианскому календарю — 22 марта 1321).

## Происхождение
Название нэнго было заимствовано из древнекитайского сочинения Книга Тан:「陛下富教安人、務農敦本、光復社稷、康済黎元之応也」.

## События
даты по юлианскому календарю
После отречения императора Ханадзоно во 2-м году Бумпо, новым императором был провозглашен 31-летний Такахару-синно (тронное имя Го-Дайго). Тем не менее, фактическим главой императорского двора остался бывший император Го-Уда. В этот период Нидзё Митихира занимал должность кампаку, Ходзё Такатоки был сиккэном, а сёгуном был князь Морикуни.
- 1319 год (3-я луна 1-го года Гэнъо) — князь Куниёси, сын бывшего императора Го-Нидзё, был объявлен наследным принцем[5];
- 1319 год (6-я луна 1-го года Гэнъо) — скончался левый министр Коноэ Цунэхира[5];
- 1319 год (12-я луна 1-го года Гэнъо) — кампаку Нидзё Митихира был вынужден уйти в отставку из-за давления со стороны Камакурского сёгуната; его место занял Итидзё Утицунэ[6];
- 1320 год (5-я луна 2-го года Гэнъо) — в особняке в Рокухаре скончался Ходзё Токиасу, занимавший должности канрэй и рокухара тандай[6];
- 1320 год (5-я луна 2-го года Гэнъо) — в возрасте 48 лет скончался бывший сиккэн Кудзё Моронори[6].

## Сравнительная таблица
Ниже представлена таблица соответствия японского традиционного и европейского летосчисления. В скобках к номеру года японской эры указано название соответствующего года из 60-летнего цикла китайской системы гань-чжи. Японские месяцы традиционно названы лунами.
| 1-й год Гэнъо (Земляная Коза)          | 1-я луна        | 2-я луна   | 3-я луна* | 4-я луна  | 5-я луна* | 6-я луна* | 7-я луна* | 7-я луна (високосная) | 8-я луна*   | 9-я луна   | 10-я луна | 11-я луна* | 12-я луна      |
| -------------------------------------- | --------------- | ---------- | --------- | --------- | --------- | --------- | --------- | --------------------- | ----------- | ---------- | --------- | ---------- | -------------- |
| Юлианский календарь                    | 22 января 1319  | 21 февраля | 23 марта  | 21 апреля | 21 мая    | 19 июня   | 18 июля   | 16 августа            | 15 сентября | 14 октября | 13 ноября | 13 декабря | 11 января 1320 |
| 2-й год Гэнъо (Металлическая Обезьяна) | 1-я луна        | 2-я луна   | 3-я луна* | 4-я луна* | 5-я луна  | 6-я луна* | 7-я луна* | 8-я луна              | 9-я луна*   | 10-я луна  | 11-я луна | 12-я луна* |                |
| Юлианский календарь                    | 10 февраля 1320 | 11 марта   | 10 апреля | 9 мая     | 7 июня    | 7 июля    | 5 августа | 3 сентября            | 3 октября   | 1 ноября   | 1 декабря | 31 декабря |                |
| 3-й год Гэнъо (Металлический Петух)    | 1-я луна        | 2-я луна   | 3-я луна* | 4-я луна  | 5-я луна* | 6-я луна  | 7-я луна* | 8-я луна*             | 9-я луна    | 10-я луна* | 11-я луна | 12-я луна* |                |
| Юлианский календарь                    | 29 января 1321  | 28 февраля | 30 марта  | 28 апреля | 28 мая    | 26 июня   | 26 июля   | 24 августа            | 22 сентября | 22 октября | 20 ноября | 20 декабря |                |

* звёздочкой отмечены короткие месяцы (луны) продолжительностью 29 дней. Остальные месяцы длятся 30 дней.